# 交響詩篇エウレカセブン ポケットが虹でいっぱい
『交響詩篇エウレカセブン ポケットが虹でいっぱい』（こうきょうしへんエウレカセブン ポケットがにじでいっぱい、Psalms of Planets Eureka seveN good night, sleep tight, young lovers）は、2009年4月25日に公開されたアニメーション映画。2005年から2006年にかけて放送されたテレビアニメ『交響詩篇エウレカセブン』の劇場用アニメーション作品である。制作はボンズ。アニメーション制作はキネマシトラス。テレビシリーズとは「別宇宙」での物語を、本作用に新規に描き起こされた映像と、既存のテレビシリーズの映像とを用いて描く。

## 概要
2008年4月に劇場用アニメ化が決定し、2009年4月25日に全国テアトル系の映画館にて公開された。全国6館と小規模で封切られたものの、公開後2日間の観客動員数は6484人、興行収入は1049万9200円を記録した。2009年12月時点で興行収入は約1億円を記録している。
本作の企画が『アニメ化企画進行中・劇場版 交響詩篇エウレカセブン（仮）』として、最初期の誌上リリースがあった際、ボンズで制作総指揮をとる代表取締役社長の南雅彦は「神話」というキーワードを挙げている。この「神話」にあたる映像に関して、テレビシリーズでは、本作中でも同じ表紙を持つ書物にジェームズ・フレイザーの著作名があてられていたが、本作では具体的な著作名は挙げられていない。しかし、「神話」の存在が物語の展開上、重要な役割を担っており、クレジットでは神話協力として専門家の小関章ラファエルの起用もみられる。ただ、本作のモチーフは児童文学『ピーターパン』である。
本作では、テレビシリーズ『交響詩篇エウレカセブン』でシリーズ構成や脚本などを担当した佐藤大は参加しておらず、京田知己が総監督、ストーリー構成、脚本を手掛け、京田個人の特色がより色濃く反映された作品である。またテレビシリーズの特色の一つであるサブカルチャー色は控えめになっており、特徴であった電子音楽も流れていない。
企画当初は、テレビシリーズ1話から48話の総集編、および充分にエピローグを描けなかった49話・50話を再編集と新作カットで補完した「2本立て」にする案だったが、2本では劇場の回転数が減るという理由で却下された。その後、映画は「1本」という方向で進んだが、制作現場の関係者との交流をもとに京田が作った新たなストーリー案が却下され、京田自身は「これは無いな」と思ったアイデアが実際に本作品に採用された。当時のインタビューでは「テレビシリーズを再編集しながらも、総集編ではない劇場用アニメの制作に挑戦したい」という主旨の発言をしている。
完成した作品は、カット単位で分解されたテレビシリーズの映像と新作映像とで再構成され、テレビシリーズの登場人物・キャラクターなどはそのまま流用しつつも、全くの別世界の物語となった。ゆえに本作品は、テレビシリーズと世界観、人物設定などが大きく異なり、テレビシリーズで協力関係であった人物が本作品では敵対関係であったり、善悪属性が相反していたり、血縁関係だった人物が他人となっていたり、劇中現在故人という扱いの者もいるなど、全体的に異なった設定になってしまった（一種のスターシステム的な用法）。
本作品の舞台は、テレビシリーズの最終話にて描かれた、スカブ・コーラルの半分が人類との共生を目指して旅立った「別宇宙」（=多元宇宙、パラレルワールド）である。本編中にテレビシリーズとの関係の詳しい説明はないが、テレビシリーズの舞台であった惑星が登場する。京田によると、「イマージュ」（=スカブ・コーラル）が再び戦争を起こすことを避けるため、自分達が元来いた世界（=テレビシリーズの世界）を共生のひとつの成功例として見せたとのことであった。
本作品のサブタイトルは、YMOの楽曲「ポケットが虹でいっぱい」からの引用である。

## キャッチコピー
- これはレントンとエウレカの、もうひとつの物語―。
- もうひとつの、恋の物語―。
- どうしようもないこの世界で、それでも僕らは夢を見る―。

## ストーリー
これはもうひとつの宇宙、もうひとりのレントンとエウレカの物語。
突如、南太平洋に出現した、謎の生命体イマージュと、人類との間に戦争が始まって、約半世紀もの月日が流れていた。恐怖と憎悪が世界を覆い、人々は希望を失っていた。
ワルサワの基地で暮らす少年レントンと少女エウレカ、そしてKLFの幼生ニルヴァーシュ。彼らにとって大切な大人だったドミニク先生は、別れも言わずに彼らの前から姿を消す。
ワルサワでの研究が「ドーハの悲劇」という未曾有の災厄を招き、ドミニクが犠牲になったことをレントンは後に知る。その後、突如現れた人民解放軍によってエウレカが拉致される。レントンは泣き叫ぶエウレカを助けることが出来ず、初めて味わう大人の暴力に屈し、ただただ無力な自分に打ちのめされる。
その後、研究の中心メンバーだったチャールズ・サーストンとレイ・サーストンの子として、レントンは壮絶ないじめに遭う荒んだ日々を過ごす。成長したレントンは、同じくKLFに成長したニルヴァーシュを相棒に凄まじいまでの適性を発揮して、空軍パイロットに抜擢されていた。
西暦2054年、人民解放軍第303独立愚連隊の戦闘母艦・月光号に配属されたレントンは、ホランド隊長の指揮の下、サウス・ダコタの軍基地にある最重要機密回収の特務に就く。作戦中、暴走したニルヴァーシュに導かれ、レントンはイマージュの群れが取り囲んだ基地の中に生き別れとなっていたエウレカを発見する。
だが、エウレカはなぜか、何かに怯える様子で、レントンとの再会を涙ながらに喜びながらも、共に行くことを拒絶する。崩れた基地から大空に投げ出されたエウレカに反応してニルヴァーシュが変化を遂げ、凄まじいエネルギー波を放ってイマージュの群れを消滅させる。
月光号に帰投しようとするレントンにホランドは、作戦目的である軍の最重要機密がエウレカであるという事実を告げるのだった。
人類は絶望的状況に追い詰められていた。選ばれた2万人の人類を地球外に脱出させる「メガロード計画」と並行し、起死回生の手段として推し進められていた「神の鉄槌計画」は、その実行責任者であるデューイ・ソレンスタム少将の暗殺という非常事態に陥っていた。やむなく計画は、人民中央政府首相ブラヤ・マッティングリーに引き継がれる。定年退職を間際に控えていたブラヤの元妻コーダ・ラベルは、少将暗殺事件の調査に駆り出される。
腹心の秘書官マリア、その夫で公安局長のユルゲンスと共に暗殺現場に残されたダチュラという薬品の注射器を手がかりとして事件を追うコーダは、「ドーハの悲劇」の英雄として持て囃されていたデューイが自らの性癖を満たすため戦災孤児の少年少女を囲い、逮捕状が出ていたという醜聞を知る。
その後、コーダたちの元に、エウレカを回収した第303独立愚連隊が命令に違反して逃亡したという知らせが届き、さらに叛乱の首謀者であると目されていたホランド・ノヴァクが遺体で発見される。コーダは第303独立愚連隊が戦災孤児の少年少女たちによって構成され、デューイ、ホランドを暗殺し、エウレカを回収強奪したのが“彼ら”であると確信する。
月光号で治療を受けるエウレカと久しぶりに語り合うレントンは、エウレカから彼女の正体がイマージュの送り込んだスパイロボットで、寿命も尽きかけているという事実を告げられる。
その後、スクランブルで発進したレントンは、人民解放軍の最新鋭艦を屠るホランドを目の当たりにして絶叫する。捕らえられたレントンは、自分以外の部隊全員がグルになってはめたことを知る。「なぜだ」と問うレントンに、ホランドの名を騙る男は「自分が何歳に見える？」と問う。
ワルサワに赴いたコーダは、モリタから研究所に集められた40人の17歳の戦災孤児たちが“ある実験”に参加させられ、その際「別宇宙」のパラレルワールド（テレビシリーズの世界）にまで到り、そこで生きる同一人物に当たる者たちの年齢・姿に急速成長してしまう。
その後、生還したものの姿は急速成長したままの上、帰還後も常人の3倍の速度で成長する後遺症を負い、成長抑制剤であるダチュラでそれを抑えて辛うじて生きながらえていることを知る。
そんな“彼ら”が自らを「ネバーランドの子供たち」と称していたこと、そして対イマージュ戦術の研究を行っていたワルサワ研究所がイマージュの送り込んだスパイロボットの少女たちを拷問にかけて情報を引き出そうとするうちにカルト化し、「神話再生計画」という目的のために「ドーハの悲劇」を引き起こしたのだと知る。
超重力子破壊を引き起こし、地球上に数秒間ブラックホールを作り出したその現象は、科学者たちが「アゲハ神話」という物語を元に再現したのだとモリタは語る。
超物理学の専門家を訪ねたコーダは、アゲハ神話はイマージュが人類に「世界再製」のスイッチを押させるために用意した“手引き書”であるという仮説を聞く。「ネバーランドの子供たち」は自らが巻き込まれた実験である「神話再生計画」を再び実行し、時の止まった世界ネバーランドに行こうとしていたのだった。
ホランドの要求に反発し、頑なに協力を拒んで拘束されるレントン。エウレカは、ホランドたちがレントンに自白剤を投与して強制的に計画に協力させようとしていることを聞いてしまう。再び軍の追撃部隊に遭遇する月光号。その混乱に紛れてエウレカはレントンを救出し、逃げるよう促す。
一方、月光号は体調不良で倒れたタルホ艦長に代わり、ホランドが指揮を執らざるを得ず、彼が出撃できないため苦戦を強いられる。レントンは自分を残して逃げろというエウレカに怒り、エウレカを連れてニルヴァーシュに搭乗すると、苦戦する月光号を救うため、追撃部隊を瞬く間に壊滅させる。
エウレカのために手を汚す決意を固めたレントンは、月光号をロックオンしてホランドを脅迫し、彼らの計画を聞き出す。ホランドはレントンに取引を持ちかけ、レントンは協力することを約束する。
だが、レントンの取った行動は部隊内で波紋を呼ぶ。レントンを不問に付したホランドに不信感を抱くハップはストナーと謀り、エウレカが偽物だという確証を得るため彼女の襲撃を企てる。
イマージュの群れが南極に向けて集結しつつあった。それに呼応するかのように、世界各地に配備されたKLFのアーキタイプが暴走を起こし始める。それは月光号内でも起こりつつあった。
異変を察知したエウレカは暴走しかけたニルヴァーシュを止めるため格納庫に赴くが、ハップたちに襲撃される。エウレカを助けるためハップに殴りかかったレントンは腹部を撃たれ、ハップとストナーは怒ったニルヴァーシュに殺害される。暴走の止まったニルヴァーシュは幼生に退行し、血まみれで倒れるレントンに寄り添う。格納庫にエウレカの絶叫がこだまする。
もって3日という重体に陥ったレントンをよそに、月光号は“ピンクの髪の女”ことアネモネを訪ねるためヴォダラ宮へと向かう。だが、そこにいたのは、黒いKLFの幼生ジ・エンドを連れた老婆だった。その老婆がアネモネだと確信し、彼女を人質にとったエウレカはホランドたちに、レントンを病院に搬送するよう要求する。同じ頃、集中治療室に横たわるレントンのもとに、ジ・エンドと共に亡くなったはずのドミニクが現れる。
折しもブラヤは人類存亡をかけ、太陽光を収束した光学兵器で南極に集結したイマージュ中枢を攻撃するという、「神の鉄槌作戦」を敢行しようとしていた。
コーダはそれこそがイマージュの思惑通りであると中止を提案するが、ブラヤはもはや退くに退けない状態であると拒む。事態が緊迫する中、アネモネの所在を察知したイマージュがヴォダラ宮を襲撃する。イマージュが迫る中、アネモネは若返った姿となって時間を停止させ、エウレカに決断を促す。同じくドミニクはレントンに決断を促る。
「ねだるな、勝ち取れ、さすれば与えられん」
新たな神話を紡ぐ決断をしたエウレカとレントンに呼応し、ニルヴァーシュが異常な成長を遂げる。 レントンを乗せた新たなニルヴァーシュは、イマージュを難なく退ける。レントンはエウレカを連れ、ブラヤの攻撃が迫る南極に向けて飛ぼうとする。それを追ってホランドはデビルフィッシュを操縦してレントンを追撃する。神話の行方をかけ、レントンとホランドの壮絶な死闘が繰り広げられる。

## 登場人物
本作品は、テレビシリーズとは「別宇宙」での物語であるため、外見や名前こそ同一でも、テレビシリーズの彼らとは別人である。それゆえ、性格や血縁関係なども異なる。
レントン・サーストン
声 - 三瓶由布子
人民解放軍二曹。2040年12月8日生まれ。第303独立愚連隊の14歳の新兵で選ばれし少年。人民解放軍東京杉並幼年学校にて、KLFとの異常なまでの交感能力の高さと一騎当千というべきKLF操縦技術により高成績を残し、特例として前線に配属された。ワルサワ研究所のイマージュ研究者、チャールズ・サーストンとレイ・サーストンを両親に持つが、8年前に謎の大災害「ドーハの悲劇」が起こった際に両親は死亡する。彼らの行っていた研究がカルト的な集団による蛮行とみなされ、結果5万人の犠牲者を出したため、レントンは「カルトの子」として同級生たちから壮絶ないじめに遭う。幼い頃から希少なKLFの幼生であるニルヴァーシュと暮らしており、ニルヴァーシュの言葉や感情が理解出来る。軍所属後もニルヴァーシュの専属KLFライダーとしてコンビを組んでいる。8年前、人民解放軍に連れ去られ離れ離れとなった幼馴染のエウレカを探していたが、軍の作戦行動中に思わぬ形で再会を果たす。最重要機密回収作戦従事により特例として少尉に昇進し、その特権で任地を希望できることからワルサワに赴任することを願って作戦に志願する。
中二病丸出しだったテレビシリーズのレントンに比べると、幼少期に過酷な経験が多かったためか肝が据わっており、大人びている。ホランドたちに対しても最初こそ敬語で話すが、彼らの正体が分かってからはタメ口になる。また、正式な軍事訓練を受けている上、夢の実現のためにトップクラスの成績で卒業しており、素手での格闘、KLFの操縦技術共に高い戦闘能力を誇り、その技量と実力はホランドと伯仲する。人道主義者であり、イマージュの攻撃から一般市民を守ることが任務と理解している。だが、過去の経歴から社会に敵意を抱き、第303独立愚連隊叛乱の中核にいるとコーダに見なされる。エウレカを守るため自らの手を汚す覚悟を決め、ホランドたちと行動を共にする。ホランドたち「ネバーランドの子供たち」からはピーターとしての役割を期待される。
エウレカ・ズィータ
声 - 名塚佳織
レントンの幼馴染。人民解放軍からは「被験体7号」と呼ばれる。幼少時、レントン、ニルヴァーシュと共にワルサワ研究所で暮らしていたが、人民解放軍に突如連れ去られてしまい、想いを寄せていたレントンとは離れ離れとなってしまう。その8年後、少年兵となったレントンと思わぬ再会を果たす。だが、それは単なる幼馴染の再会には留まらない軋轢と混乱を周囲に生んでいくこととなる。直射日光を浴びることができない特殊な体質を持つ。
その正体はイマージュが人類偵察のために送り込んだスパイロボットであり、ドーハの悲劇においてアネモネが原因で発生した異常現象により、ワルサワ研究所を強制捜査した人民解放軍に捕らえられ、過酷な生体実験の対象となっていた。寿命があとわずかしか残っておらず、課せられた使命は得られた偵察情報をイマージュに渡して人類を滅ぼすというもの。その身に課せられた過酷な運命に愛するレントンが巻き込まれることを案じている。
テレビシリーズではなかったラストネームが設定されている。また、テレビシリーズでは口数が少なく感情表現もやや乏しいミステリアスな少女だったが、本作では比較的表情豊かで口数も多めであり、特異体質を除けば多感な思春期を迎えたごく普通の少女である。ホランドたち「ネバーランドの子供たち」からはウェンディとしての役割を期待される。
ホランド・ノヴァク
声 - 藤原啓治
人民解放軍、第303独立愚連隊隊長。デューイ・ソレンスタム少将が独自に設立した独立部隊であるが、傭兵として人民解放軍の作戦に参加している。天才的な操縦技術を持つKLFライダーで、超高性能KLFであるデビルフィッシュを操縦すれば正に無敵。タルホのパートナーでもある。性格は冷酷非情で神話再生計画に命を賭ける。
一見テレビシリーズのホランドと同年齢（29歳）ほどに見えるが、実年齢は17歳である（ホランドだけでなく、レントンを除く第303独立愚連隊メンバー全員が同じく実年齢17歳）。8年前のデューイ少将主導の下行われた実験により起きた大災害「ドーハの悲劇」の発生時、他の愚連隊隊員らと共に、ハートの中に文字が刻印された月が浮かぶ異世界（＝テレビシリーズの世界）を垣間見る。その際、そちらの世界で生きる同一人物に当たる者たちの年齢・姿へ急速成長してしまう。それ以降、そちらの世界こそが自分たちが居るべき世界だと確信する。
元の世界に帰還するが、体は帰還しても急速成長したままの姿で気絶していたところをデューイ少将に救助されるが、その体は自身らの世界に戻っても約3倍の速度で成長しようとしていた。その急速成長を成長抑制剤「ダチュラ」で抑えており、それ以来外見こそ顕著な変化はないが、その肉体は限界が近づいている。実験に参加した子供たちは元は40人いたが、現在では第303独立愚連隊のメンバーを残すのみとなっている。
ホランド・ノヴァクという名乗りすら本名ではなく、デューイ少将の部下で子供たちの保護者だった本物のホランド・ノヴァクになり代わって軍に潜入していた（本物のホランドはテレビシリーズのグレッグ・ベア・イーガン）。本名は不明で、それまでは「350Z」と呼ばれていた。
彼らは「ドーハの悲劇」の際に垣間見た世界を「ネバーランド」と称し、再びそこに辿り着くことが出来れば時の止まった永遠の世界で生きられるのでは?という希望だけを生きがいに、肉体の限界が来る前にその目的を達成しようとしている。
タルホ・ユーキ
声 - 根谷美智子
第303独立愚連隊強襲戦闘母艦「月光号」の艦長。公私共にホランドのパートナーとして彼を支えながら、レントン以外の隊員皆の共通の目的、「ネバーランド」への再到達のために行動している。艦長として的確な指揮を執り、優れた戦艦運用を行い気丈に振舞う。作戦前後から体調不良がひどくなっており、仲間たちからは「寿命が尽きかけている」と思われているが、実際は異なり、テレビシリーズ同様にホランドの子を妊娠している。隊内では数少ないエウレカとレントンの理解者でもある。
ハップ / ストナー / マシュー / ヒルダ / ムーンドギー / ギジェット / ミーシャ / ケンゴウ / ウォズ / ジョブス
声 - 山口太郎 / 松本保典 / 中村彰男 / 浅野まゆみ / 宮野真守 / 水沢史絵 / 沢海陽子 / 大木民夫 / チョー / 志村知幸
人民解放軍、第303独立愚連隊隊員。軍の高官にして「ドーハの悲劇」で多くの難民を救った英雄デューイ・ソレンスタム少将が独自に設立した独立部隊であるが、傭兵として人民解放軍の作戦に参加している。テレビシリーズの世界のビームス夫妻のように、軍に所属してはいるがあくまで傭兵のため、隊員はみな軍服などは身に着けていない。デューイ少将の下、独立部隊として特殊な訓練を受けており、KLFライダー、操舵士、通信士、砲術士、レーダー士、機関士などといったそれぞれの担当分野においての専門技術は非常に高い。レントン以外の隊員皆の総意である目的、「ネバーランド」への再到達のために一丸となって協力、行動しているが、“最重要機密”を確保し目的の実現を目の前にして、「神話再生計画」の解釈の相違からハップとストナーが疑念を抱き、不協和音が生まれ出す。疑念を確かめようとした結果、ハップとストナーはニルヴァーシュの怒りを買い、殺害される。
テレビシリーズとは異なり明確な上下関係がないため、基本的に互いのことは呼び捨てである。
ドミニク・ソレル
声 - 山崎樹範
ワルサワ研究所のレントンの両親の下で働いていた、イマージュ研究の教授。通称ドミニク先生。ワルサワ研究所が行っていた「神話再生計画」の中枢にあり、レントンとエウレカを使った“夢の共有”の研究を行っていた。レントンたちに先生として様々なことを教え、慕われていたが、100年に1度だけ“星の粉”が降る時、虹色に輝き、どんな願いも叶えるという「雪月花（ゆきつきのはな）」が咲く、ワルサワの丘を守ってほしいという言葉をレントンたちに託して姿を消し、後に「ドーハの悲劇」の犠牲者となる。瀕死の重体に陥ったレントンの前に姿を現して彼を導く。アネモネとは相思相愛の関係。
テレビシリーズよりも一回り年齢を重ねた姿となっている。またレントンの父アドロック・サーストンの役回りも担っており、アドロックが遺した「ねだるな、勝ち取れ、さすれば与えられん」という言葉もドミニクの台詞となっている。人物像や性格も、生真面目だがせっかちかつドジでユーモラスだったテレビシリーズとは異なり、大人の憂いを帯びて物腰柔らかく聡明で落ち着き払っている。
アネモネ/6号
声 - 小清水亜美（老・榊原良子）
本作のキーパーソンの一人。人民解放軍から「被験体6号」と呼ばれていた桃色の髪の少女。ワルサワ研究所にてドミニクと出会い、恋に落ちる。ドミニクと共にイマージュの持つ異次元への扉を開く実験に参加する。だが、実験は不十分で失敗に終わり、ドミニクは消滅、アネモネと実験に参加させられた40人の子供たちは常人の3倍の速度で老化する後遺症を負う。これがドーハの悲劇の真相である。ドーハの悲劇後は急速に年老いて老婆となり、ヴォダラ宮の地下シェルターに黒いKLFの幼生、ジ・エンドと共に幽閉されており、対の存在であるエウレカの到来を待ち受けている。ドミニクとのある約束を果たすため、子供用の衣服と「新世界神話」という本を準備して、“新たな神話を紡ぐ二人”と神話の語り部となる“ある人物”の来訪を心待ちにしている。
テレビシリーズのアネモネとは異なり、KLFに乗ることはない。また、エウレカやドミニク同様に彼女も、テレビシリーズのようなサディストで跳ねっ返りのじゃじゃ馬娘ではなく、超然とした神秘的な雰囲気を漂わせる老婆（少女）として描かれている。その力は一時的に時間を止められるという凄まじいものである。物語の最後にドミニク、ジ・エンドと共にイマージュたちの世界へと旅立つ。
チャールズ・サーストン、レイ・サーストン
故人。チャールズはワルサワ研究所の技術主任。レントンの両親。対イマージュ戦の研究を推し進め、イマージュが送り込んだスパイロボットたちを拷問にかけてイマージュの目的や意志を探るうち、「アゲハ神話」「神話再生計画」というカルト的な思想に染まり、「人類を救うための研究」としてイマージュの送り込んだ「使者」である6号、7号にそれぞれ異なるアプローチを試みる。実の息子である幼いレントンを7号に接近させ、2人の夢をシンクロさせるという実験を試みていた。
アネモネとドミニクのカップルで実施され失敗に終わった「ドーハの悲劇」の後に彼らが行おうとしていた「神話再生計画」とは、正式名「第7次E懸案神話再生計画」、通称「エウレカセブン」と呼ばれるもので、エウレカの体内にあるクリスタルに刻まれたイマージュと融合するためのパスワードを使い、融合したイマージュに異次元の扉を開かせ、約束の地ネバーランドに辿り着くというものであった。皮肉にもドーハの悲劇の犠牲者となったホランドたち「ネバーランドの子供たち」がその計画を引き継ぐことになった。
ただ、実際の神話再生計画はイマージュが持たない「生物としての記憶」をアネモネ、エウレカらスパイロボットたちに調査させ、その記憶と夢を元に全ての素粒子を並べ替えて新たな世界に作り替えるというものである。
ニルヴァーシュ
声 - 玉川紗己子
レントンが幼い頃から共に育った希少なKLFの幼生。人の感情を理解でき、レントンとエウレカに懐いている。東京杉並KLF養成所にて急速成長し、8年後にはレントンとの交感能力の高さから彼専用のKLFとして共に戦場に赴く。イマージュの集結に呼応してアーキタイプが暴走を起こした際、エウレカの呼びかけに応じて幼生に退行してしまう。話すときは「もきゅー」。「ネバーランドの子供たち」からはピーターであるレントン、ウェンディであるエウレカを導くティンカー・ベルとしての役割を期待されている。
ジ・エンド
声 - 玉川紗己子
アネモネと共に暮らすKLFの幼生。体色が黒いことを除いてニルヴァーシュと同様の姿形。瀕死のレントンの前に現れてニルヴァーシュとじゃれあう。話すときは「はきゅー」。
ブラヤ・マッティングリー
声 - 麦人
人民中央政府首相。「神の鉄槌計画」実行責任者であったデューイが殺害されたため、計画の最高責任者として、宇宙移民船「メガロード」には乗船せず地球に残って作戦の陣頭指揮を執る。せめて元妻だけは生き長らえて欲しいと願うが、彼女は自らの役目を全うするため地球に残ることを決断する。“消費”の快楽を知った人類の原罪を一身に背負って、南極に集結したイマージュを消滅させるべく計画の完遂を試みる決然とした人物。コーダ・ラベルの元夫でコーダに対しては少なからず愛情を残している。
終盤ではテレビシリーズにおける塔州連邦軍の士官服に身を包み、「神の鉄槌計画」を遂行する。
コーダ・ラベル
声 - 赤司まり子
人民中央政府、総務省主席政務次官であるが、定年退職間際である。退職までの1週間をプライベートの時間として良いという決まりに反し、人的不足と公安部出身であった経緯から、「神の鉄槌計画」実行責任者であったデューイ・ソレンスタム少将暗殺事件の調査を行う。意に沿わぬ職務に乗り気ではなかったが、暗殺事件の背後に「ドーハの悲劇」「ネバーランドの子供たち」「ウェンディとピーター」「神話再生計画」といった世界の存続に関わるキーワードが隠されている事実に遭遇し、精力的に世界各地を巡って調査を続ける。腹心の部下であるマリアも退避させ、調査の続行のためブラヤの意志に反して地球に残る。「神の鉄槌計画」がイマージュを活性化させて彼らの思惑通りの結果をもたらすと中止を進言するが、ブラヤには聞き入れられずに終わる。ヴォダラ宮でアネモネと邂逅し、自らの調べ上げた真実の行き着く先を知ることになる。ブラヤ・マッティングリーの元妻。
本作ではデューイ暗殺事件の真犯人を追う探偵役であり、やがては語り部として物語の核心部分に迫る、テレビシリーズのドミニクの役割を担う重要人物となっている。
クゼミ・スワイガード
声 - 大木民夫
人民中央政府、厚生労働大臣。最終決戦兵器「神の鉄槌」によってもたらされる灰の冬から逃れるため、宇宙移民船「メガロード」により選ばれし2万の民と共に地球からの脱出を試みる。
デューイ・ソレンスタム
故人。元人民解放軍少将（殉職して大将に昇進）。「ドーハの悲劇」の英雄としてその名を知られており、「神の鉄槌計画」の遂行責任者であった。一方で、弱者誘拐容疑で逮捕状が出ていた。いわゆるペドフィリアであり、戦災にかこつけて少年少女を自らの欲望のために囲っていた。劇中前夜に何者かに暗殺される。その死を巡る謎がコーダを導くことになる。
マリア
声 - 小島幸子
コーダ・ラベルの私設秘書官。コーダと共に「神の鉄槌計画」実行責任者暗殺事件の調査に尽力する。その功績に対する報酬として、コーダからメガロードの搭乗チケットを譲られ、夫と共に地球を離れる。
テレビシリーズにおけるマリア・シュナイダー。テレビシリーズの世界とは違い、ユルゲンスと結婚している。帽子を取った姿は本作で初めて見せている。
ユルゲンス
声 - 小村哲生
人民中央政府、公安局長。コーダの行うデューイ・ソレンスタム少将暗殺事件調査を手伝う。第303独立愚連隊叛乱の首謀者で暗殺犯と目されていたホランド・ノヴァク（本物）の死体を発見して戸惑う。
モリタ
声 - 小野健一
人民解放軍の技術士官。ドーハの悲劇後、その原因として軍に接収されたワルサワの研究所で行われていた実験についての追跡調査を行っている。コーダの調査に協力して、チャールズたちの進めていた研究の解析結果を伝える。
A.ヤマシタ
声 - 玉川紗己子
トゥーロン国際大学超物理学準教授。コーダにチャールズやドミニクたちがワルサワで進めていた、イマージュの脳波パターンの解析についての推論を解説する。素粒子を一定のパターンに運動させて「夢」を抱いた者の望む形に世界を作らせるシステムを持つが、システムを起動するスイッチを持たないイマージュが人類にスイッチを押させるため、マニュアル（コーダはブービートラップと称した）として用意したのが「アゲハ神話」という物語であると推測する。
テレビシリーズにおけるレントンの姉ダイアン・サーストン。
エンドロールでは女性技術員となっている。
ソニア・ワカバヤシ
声 - 山口由里子
杉並幼年軍学校 校長
声 - 青野武
人民解放軍東京杉並幼年学校の校長。軍の取調べにより、レントンが特例で第303独立愚連隊に配属された後、大きな事件に巻き込まれたことを知り、その身を案じる。関係は不明であるが、3人の子供（テレビシリーズのモーリス、メーテル、リンクに相当）を保護し、共に暮らしている。

## KLF
「KLF」とはクラフト・ライト・ファイター（Kraft Light Fighter）の略で、本作品の世界における全高十数メートルの巨大な人型機動マシンの総称。化石の様な天然パーツ「アーキタイプ」を本体として各所に武装、制御機器を取り付け、電気信号で制御される。テレビシリーズの世界での呼称は「LFO」であり、軍用LFOのみを指してKLFと呼んでいた。本作の世界ではあくまで兵器としてのみ運用されており、作中の呼称は「KLF」で統一されている。
本作でもテレビシリーズと同じく、人が操縦する全ての機械は、人と機械を結ぶ小型制御装置「コンパク・ドライヴ」が無ければ稼働しないため、KLFのコックピットにも同装置を装着するためのソケットが設けられている。
大気中に漂う空間粒子「ステラー波」（テレビシリーズの世界での「トラパー波」）をとらえて揚力を得るボード型の飛行ユニット「リフボード」に乗ることで、空中での高機動運動が可能。
端的に述べると、本作の世界でもテレビシリーズと同じく、以下のような大型ロボットがサーフィンの様に空中飛行しながら高速戦闘を繰り広げる。
KLFの「幼生」と「妖精」を掛けており、作中ではわざと混同させている。
ニルヴァーシュ type ZERO（通称 ニルヴァーシュ）
人民解放軍、第303独立愚連隊所属KLF。レントン搭乗機。左右に座席が並んだ複座機で、その外観は白地にグレーのラインが入ったカラーリング。レントンが幼少時代から共に育ったKLFの幼生が成長した姿。ニルヴァーシュとの交感能力が高いレントンが操縦することで軍学校時代に高い戦闘成績を残し、レントンが第303独立愚連隊に配属されてからもレントン専用機として共に行動する。武装は三又に展開するブーメランナイフ×2。
ニルヴァーシュ type ZERO spec2
レントンがエウレカと8年ぶりの再会を果たした際、ニルヴァーシュが進化した姿。外観は白地に赤いラインのカラーリングに変化しており、高速飛行形態への変形が可能になった。武装はブーメランナイフ×2、肩アーマーに左右各7門、合計14門のホーミングレーザーを装備。それらの武装でイマージュやKLFのアーキタイプを活動停止にすると、白い雲状に浄化させる特殊な能力がspec2から付加されている。
ニルヴァーシュ type ZERO spec-V(ブイ)
幼生に退化していたニルヴァーシュが、エウレカを想うレントンの叫びに呼応してKLFの幼生、ジ・エンドと融合し顕現した新たな姿。外観は白地に赤と黒のラインが入ったカラーリング。テレビシリーズにおけるニルヴァーシュ type ZERO spec3に相当し、シルエットこそ異なるが、有機的なフォルムという点では共通している。spec2までの操縦桿などは消失し、全方位モニターで囲まれたコックピットには、コンパク・ドライヴの様に緑色に発光した、操縦者をリング状に取り囲む特殊なコンソールが配されており、それに手をかざすことで操縦する。自らステラー波を放出し、リフボード無しでの超高速飛行が可能。最高速度はマッハ22まで及ぶ。武装は刺突武器の槍。またそれを7つの星型ビットとそれらを操るステッキに分離することで、ビットとステッキから発するレーザーでのオールレンジ攻撃が可能な他、数基のビットを展開してバリアを発生させることも可能（劇中ではデビルフィッシュが放ったレーザーを防ぐ際に使用）。
デザインモチーフは『ピーター・パン』のティンカー・ベル。
ターミナス type B303 デビルフィッシュ（通称 デビルフィッシュ）
人民解放軍、第303独立愚連隊所属KLF。ホランド搭乗機。3つの短い角がついた禍々しい悪魔の様な顔つきの頭部パーツが特徴。機体色はシルバー。カメラアイは通常時は赤だが、CFS発動時は緑色に発光する。極めて危険性が高い「CFS（コンパク・フィードバック・システム）」が搭載されており、発動時は一定区域に存在する生物の“魂”を掌握することができ、また操縦者の脳内操縦イメージをダイレクトに機体操縦に同期、反映できる。そのため、自分の頭に描いたイメージそのままに機体を操縦できる。だが超絶的な運動性能を実現するのと引き替えに操縦者の肉体と精神を蝕んでゆく。武装は背部ユニットにロングレンジレーザー砲2門とホーミングレーザー8門、両腕部にブレードを装備。追加装備として機体以上に巨大な、大型ブースターユニット「スーパーパック」を装着することで、武装は機体後方に巨大フック、前面に大口径ロングレンジレーザー砲2門、左右側面に合計42基（7×3×2）のミサイル発射管が追加装備され単機で戦艦級の火力を実現。また大型ブースター×2による推進力増加により、ただでさえ超高速戦闘を行う当機のスピードをさらなる極限の域にまで底上げすることが可能。見た目の巨大さからは想像出来ない程の超速マニューバを繰り広げ、正に鬼神の如き強さを誇る。
「スーパーパック」装着時のデザインモチーフは『ピーター・パン』のフック船長。
ターミナス type R606（通称 ロク・マル・ロク）
人民解放軍、第303独立愚連隊所属KLF。マシュー搭乗機。機体色は橙。頭部パーツがなく、代わりにコックピットがそのまま頭部の位置に配されている。他のターミナスシリーズに比べ装甲がやや薄いが、軽量な機体ゆえに稼働時間と機動力に優れ、主に前衛戦闘を担当する。武装はブーメランナイフ×2、腕部装着式レーザーライフル。
ターミナス type R808（通称 ハチ・マル・ハチ）
人民解放軍、第303独立愚連隊所属KLF。ヒルダ搭乗機。機体色は水色。火力に優れるがその分エネルギー消費も激しく、他のターミナスシリーズに比べ稼働時間がやや短い。主に後衛としての支援戦闘を担当する。武装はフリスビーカッター×2、背部ユニット左に備えた2連装ロングレンジレーザー砲1門。
ターミナス type R909（通称 キュウ・マル・キュウ）
人民解放軍、第303独立愚連隊所属KLF。マシュー搭乗機。機体色は赤紫。テレビシリーズの世界ではホランド搭乗機だったが、本作ではマシューが戦況に応じて適した機体を選んで搭乗している。高い性能を持つがピーキーな機体になっており、乗りこなすには優れた操縦技術が必要。武装はブーメランナイフ×2、背部ユニット左に備えたロングレンジレーザー砲1門。
スピアヘッド SH101
人民解放軍所属KLF。機体色は青や赤、「ドーハの悲劇」時には黒も確認できる。腰部のスカートに飛行モジュール「サーカス・マニューバ」が組み込まれており、展開してステラー波をとらえ、リフボード無しでの飛行が可能。武装は両腕部に内蔵のブレード、近接戦用の刺突武器である頭部スピアのほか、本体装甲上をフレキシブルにスライド移動する小口径レーザー砲4門を備える。高性能機ではあるが特殊な機体のため、高度な操縦技術を有する優秀なKLFライダーの操縦が必要。
トップドッグ type MS10 / MS20
人民解放軍所属の主力KLF。テレビシリーズの世界での名称は「モンスーノ」であったが、本作世界では別の名称「トップドッグ」となっている。機体色はネービーブルー。武装はブーメランナイフ×2、サドル・マウント（鞍型）弾倉式マシンガン、左右ショルダーアーマーに小型レーザー砲各1門、背部ユニットにミサイルポッドを左右各4基、計8基装備のtype MS10、ミサイルポッド（左）をロングレンジレーザー砲に換装した重装備型のtype MS20がある。

## スタッフ
- 原作：BONES
- 脚本：京田知己
- 脚本協力：大塚ギチ
- 神話協力：小関章ラファエル
- キャラクターデザイン：吉田健一
- メインメカニックデザイン：河森正治
- メカニックデザイン：柳瀬敬之
- コンセプトデザイン：宮武一貴
- メインデザインワークス：コヤマシゲト
- 美術デザイン：永井一男
- デザインワークス：武半慎吾、出渕裕、高倉武史、城前龍治、矢崎優子、吉成鋼、斎藤恒徳
- モニターワークス：海老川兼武
  - 武山篤、瓶子修一、三田邦彦
- グラフィックデザイン：草野剛
  - 草野剛デザイン事務所、岡裕希、濱祐斗、野中愛
- 雪月花のペンダントデザイン：増井元紀（JAM HOME MADE）
- 神話イラスト：灯夢（デジタルノイズ）
- 絵コンテ：京田知己、村木靖、原口浩
- 演出：安川勝、青柳宏宣
- エンディングムービー：武山篤
- アニメーションディレクター：斎藤恒徳
- 作画監督：斎藤恒徳、肥塚正史、佐々木洋平、矢崎優子
- メカ作画監督：村木靖、森賢
- 美術監督：永井一男
- 色彩設計：水田信子
- 撮影監督：木村俊也
- 音響監督：若林和弘
- 音楽：佐藤直紀
- 主題歌：iLL「Space Rock」（Ki/oon Records）
- アニメーション制作：キネマシトラス
- 制作：ボンズ
- 製作：川城和実、鵜之澤伸、南雅彦、峯岸卓生、竹田靑滋
- 特技監督：村木靖
- 監督：原口浩
- 総監督：京田知己
- プロデューサー：南雅彦、長谷部大樹、板垣浩文、小岐須泰世、丸山博雄
- 配給：東京テアトル
- 製作：劇場版「交響詩篇エウレカセブン」製作委員会（バンダイビジュアル、バンダイナムコゲームス、ボンズ、博報堂DYメディアパートナーズ、毎日放送）

## 映像ソフト
2009年6月26日にBlu-ray Disc、DVD、UMDにて映像ソフトとして発売された。また日本のアニメーション作品では初のBD-LIVEでの特典映像の配信を行っている。2010年3月2日に米国BANDAI entertainmentより日本語音声トラックに英語音声トラック、および英語字幕の追加されたBlu-ray Disc、DVD、がリリース。

## 関連作品

### 小説
杉原智則（原作BONES）による小説版が角川スニーカー文庫（角川グループパブリッシング）より全1巻で刊行されている（2009年5月1日発売、ISBN 978-4044300098）。イラストは数井浩子、星樹による。

### ゲーム
本作の直接的なゲーム化ではないが、PlayStation Portable用ソフト『第2次スーパーロボット大戦 破界篇/再世篇』（前編『破界篇』2011年4月14日発売、後編『再世篇』2012年4月5日発売）では、本作に登場するキャラクター・ロボットおよびいくつかのストーリーエッセンスが使用される。前作『スーパーロボット大戦Z』にはテレビシリーズが登場していたが、テレビシリーズとは並行世界の出来事として、本作設定を再現している。
『Another Century's Episode Portable』にも登場するが、ストーリーは再現されていない。